# 2 złote wzór 1924
2 złote wzór 1924 – moneta dwuzłotowa, bita w srebrze, wprowadzona do obiegu 1 lipca 1924 r. (Dz.U. z 1924 r. nr 34, poz. 351), wycofana z obiegu 31 stycznia 1933 r. (Dz.U. z 1932 r. nr 92, poz. 798).
W niektórych opracowaniach z początku XXI w. jako data wprowadzenia dwuzłotówki do obiegu podawany był 31 stycznia 1925 r, a w innych tego samego autora – 31 maja 1924 r., czyli dzień wejścia w życie rozporządzenia o ustaleniu wzorów monet (Dz.U. z 1924 r. nr 45, poz. 476).
Monetę bito z datami rocznymi 1924 i 1925.

## Awers
W centralnym punkcie umieszczono godło – orła w koronie, poniżej rok emisji, dookoła napis „RZECZPOSPOLITA POLSKA”, a w przypadku mennic w Paryżu, Birmingham i Londynie, znak mennicy:
- róg obfitości z lewej strony oraz pochodnia z prawej strony daty rocznej – Paryż,
- litera H po dacie rocznej – Birmingham,
- kropka po dacie rocznej – Londyn.

## Rewers
Na tej stronie monety znajdują się półpostać kobiety z warkoczem na tle kłosów oraz cyfra „2" i napis „ZŁOTE”.

## Nakład
Monetę bito w srebrze próby 750, na krążku o średnicy 27 mm, masie 10 gramów, z rantem ząbkowanym, według projektu Tadeusza Breyera z wykorzystaniem na awersie orła Edmunda Bartłomiejczyka, w czterech mennicach:
- francuskiej Hôtel des Monnaies w Paryżu (1924 r., 8 178 641 szt.),
- brytyjskiej King's Norton Metal Company Ltd. Ralf Heaton & Sons w Birmingham (1924 r., 1 200 000 szt.),
- amerykańskiej United States Mint Philadelphia w Filadelfii (1924 r., 780 000 szt. oraz 1925 r.,  5 220 000 szt.),
- brytyjskiej Royal Mint w Londynie (1925 r., 10 800 000 szt.).

## Opis
Moneta była bita według ustroju monetarnego wprowadzonego rozporządzeniem Prezydenta Rzeczypospolitej Polskiej z dnia 20 stycznia 1924 r. (znowelizowanym w kwietniu tego roku), w którym stanowiono o biciu, według jednego wzoru, monet 1, 2, 5 złotych w srebrze próby 750 i masie 5 gramów przypadających na 1 złoty. Ostatecznie, według tego rozporządzenia, do obiegu wprowadzono tylko monety jedno- i dwuzłotowe.
W przypadku dwuzłotówki, w 1924 roku zamówiono:
- 7,5 mln sztuk w Paryżu,
- 12 mln sztuk w Birmingham i
- 6 mln sztuk w Filadelfii.

Po wprowadzeniu do obiegu 1 listopada 1924 r. pierwszych 800 000 szt. z Birmingham, stwierdzono istotną usterkowość tego nakładu i zdecydowano się na przeniesienie zamówienia do mennicy w Londynie, zrealizowanego ostatecznie w 1925 r.. Dnia 17 października 1924 dostarczono do Polski z Filadelfii 1,5 mln sztuk. Również i w tym przypadku stwierdzono znaczny odsetek wad. Mimo że monety te zostały wybite stemplem odwróconym, zdecydowano się na wprowadzenie 780 tys. sztuk do obiegu. Mennica w Filadelfii dokończyła złożone zamówienie bijąc monety z datą roczną 1925 stemplem zwykłym (nieodwróconym).
Jedynie monety z datą roczną 1924 z Filadelfii wybite zostały stemplem odwróconym, wszystkie pozostałe, w tym te z Filadelfii z 1925 r. – stemplem zwykłym (nieodwróconym).
Moneta 2 złote 1924 z mennicy z Filadelfii była w XX w. jedyną polską monetą wprowadzoną do powszechnego obiegu, która została wybita stemplem odwróconym.
Rozporządzeniem Prezydenta Rzeczypospolitej Polskiej z 5 listopada 1927 r. (Dz.U. z 1927 r. nr 97, poz. 855) zmieniono ustrój pieniężny, decydując między innymi o biciu monet dwuzłotowych w srebrze próby 500. Nigdy nie zrealizowano tego rozporządzenia ze względu na problemy mennicy w Warszawie związane z wyprodukowaniem krążków o takiej zawartości srebra. Wobec tego postanowiono w sierpniu 1932 r., że monety 2, 5, 10 złotych będą bite ze srebra próby 750 o masie 2,2 grama przypadających na 1 złoty.
Dwuzłotówki wzór 1924 często w okresie II Rzeczypospolitej były fałszowane. Zazwyczaj odlewano je w jasnym metalu, a później srebrzono. W sprawozdaniu mennicy za lata 1927–1930 odnotowano również istnienie fałszywych stempli tej monety. W kolejnych latach dwuzłotówki wzór 1924 stanowiły ponad połowę wykrywanych fałszerstw.
Ząbkowanie rantu dwuzłotówek bitych w poszczególnych mennicach różni się między sobą. Porównywanie wzoru rantu łatwo pozwala na wykrycie fałszerstw na szkodę kolekcjonerów będących przeróbkami innych oryginalnych egzemplarzy. Dotyczy to głównie odmian:
- z Birmingham (1924) – dostawiana litera H po 1924 na oryginałach z Paryża, na których usunięto wcześniej róg obfitości i pochodnię, oraz
- egzemplarzy w stanie zachowania I z Filadelfii z 1925 r. – usuwana kropka po 1925 z oryginałów z Londynu z tego samego roku.

Stopień rzadkości poszczególnych odmian przedstawiony jest w tabeli:
| Rocznik      | Odmiana              | Stopień rzadkości | Szacowana liczba egzemplarzy | Zdjęcie |
| ------------ | -------------------- | ----------------- | ---------------------------- | ------- |
| 2 złote 1924 | „stempel odwrócony”  | R2                | 3001–15 001                  |         |
| 2 złote 1924 | „róg i pochodnia”    | R                 | 80 001–400 000               |         |
| 2 złote 1924 | „po roku H”          | R4                | 121–600                      |         |
| 2 złote 1925 | „bez kropki po roku” | R                 | 80 001–400 000               |         |
| 2 złote 1925 | „kropka po roku”     | R                 | 80 001–400 000               |         |

## Wersje próbne

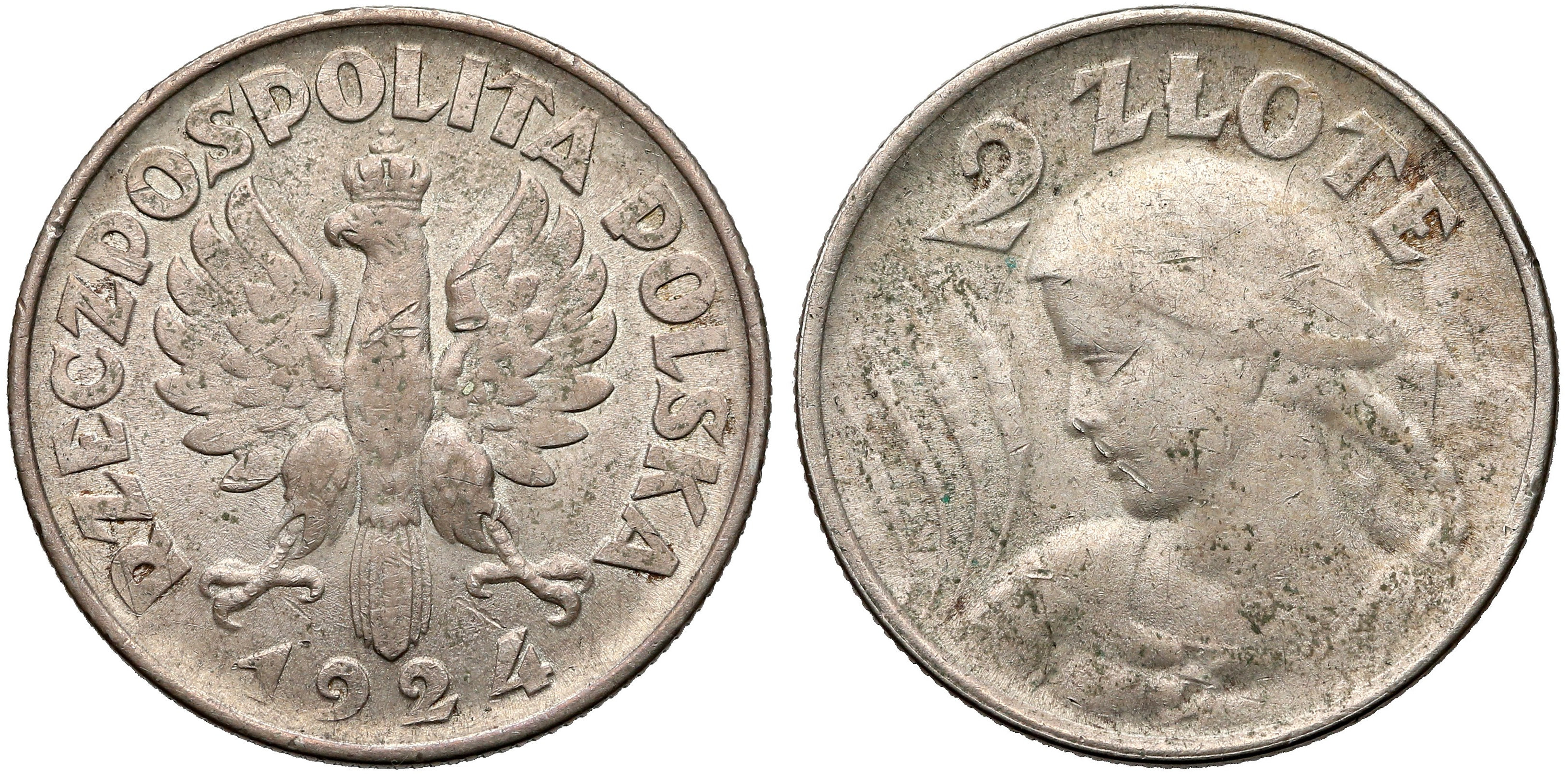
1924 bez znaku mennicy w srebrze

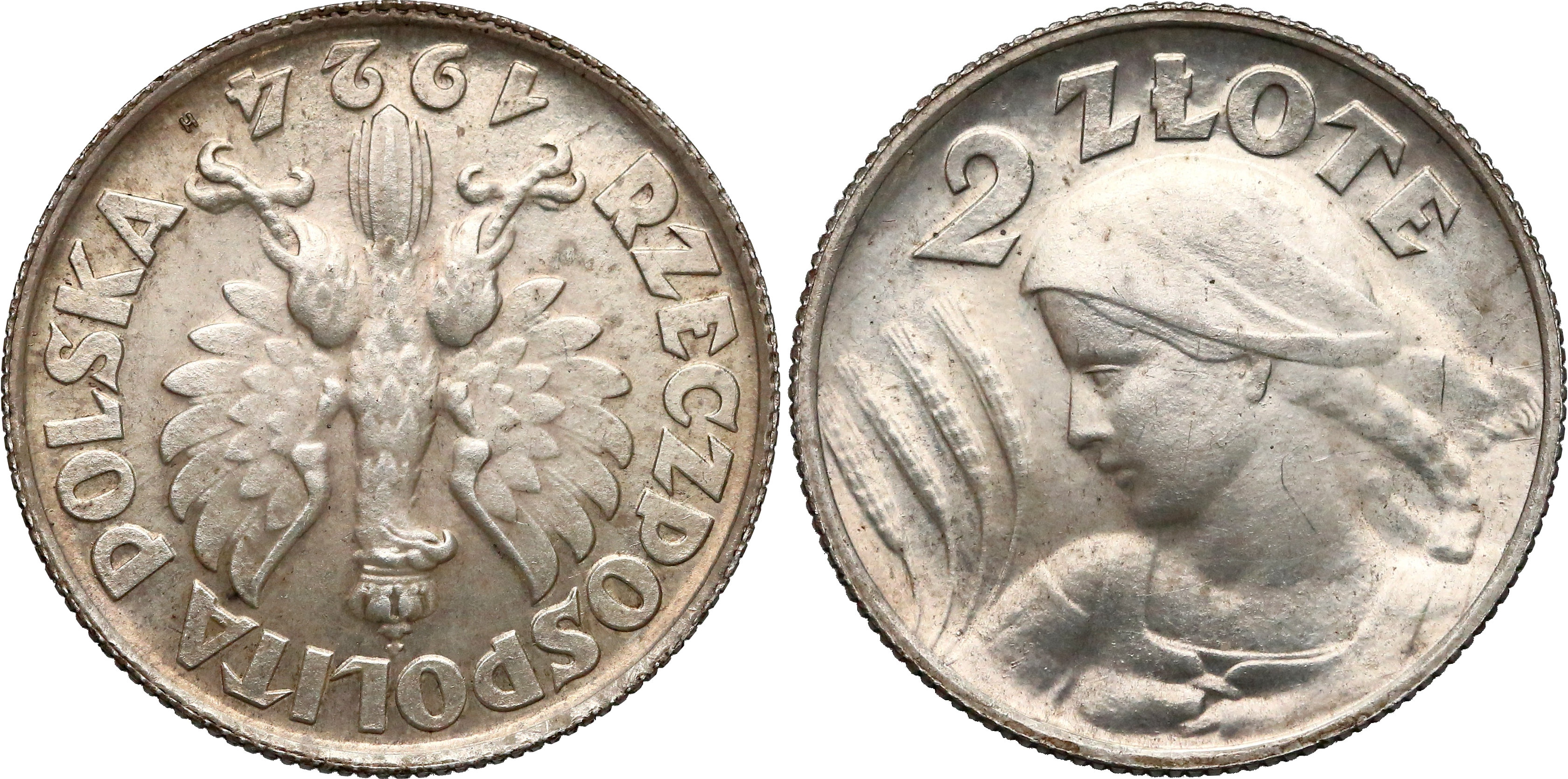
1924 H stempel odwrócony

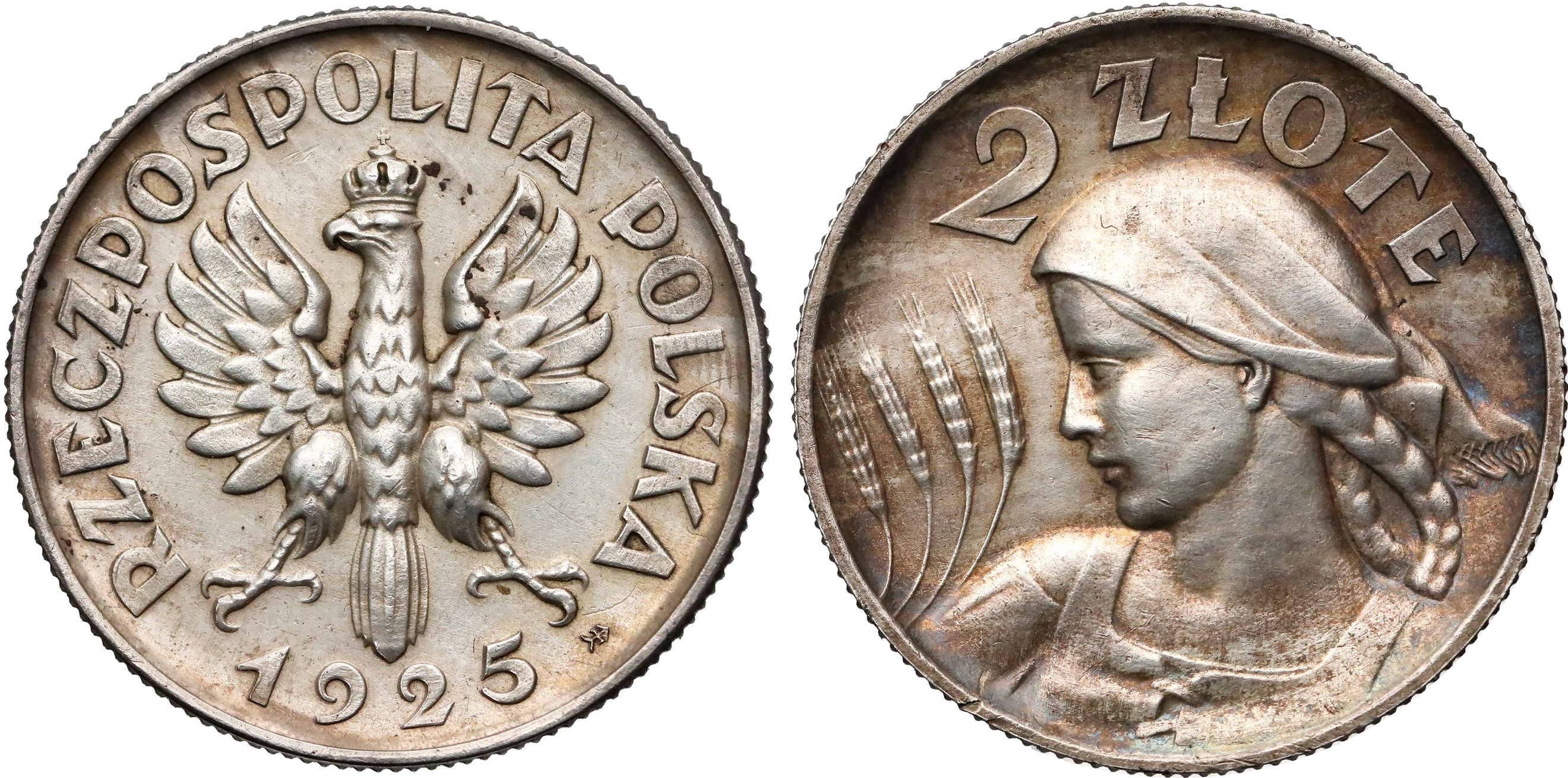
Próba 1925

W katalogach podana jest informacja o wybiciu próbnych wersji monety:
- z datą 1924 w:
  - srebrze, z rantem ząbkowanym, bez żadnych znaków mennicy, bita w Filadelfii również w Warszawie (100 sztuk),
  - srebrze, z rantem gładkim, bez żadnych znaków mennicy, bita w Warszawie, (nakład nieznany),
  - srebrze, z wypukłym napisem „ESSAI” na rewersie, z mennicy w Paryżu (15 sztuk),
  - srebrze, z literką H, stempel odwrócony, bita w Birmingham (60 sztuk),
  - mosiądzu, bez żadnych znaków mennicy, bita w Warszawie (40 sztuk),
  - srebrze, z literką H po roku i państwową puncą srebra po ZŁOTE, bita w Birmingham (nakład nieznany),
  - srebrze z wklęsłymi napisami na awersie „14” i „U.S.M” z mennicy w Filadelfii (nakład nieznany),
  - srebrze i znakiem mennicy w Warszawie przed datą (10 sztuk),
  - srebrze z rantem gładkim, bita bez pierścienia, bez znaku mennicy (nakład nieznany),
  - z innym awersem (rok 1924 wokół orła), bita w Warszawie w:
    - srebrze (nakład nieznany),
    - nowym srebrze (nakład nieznany),
- z datą 1925 w srebrze, ze znakiem mennicy w Warszawie po dacie (10 sztuk),
- z datą 1927 i nieznacznie zmienionym wzorze awersu:
  - bez napisu „PRÓBA” w:
    - srebrze (100 sztuk),
    - srebrze  stemplem lustrzanym (100 sztuk),
    - miedzi (nakład nieznany),

  - z wypukłym napisem „PRÓBA” w:
    - srebrze (100 sztuk),
    - srebrze, stempel lustrzany (nakład nieznany),
    - brązie (10 sztuk).

  - z wklęsłym napisem „PRÓBA” w miedzi (nakład nieznany).